# Rarotongastare
Rarotongastare (Aplonis cinerascens) är en fågel i familjen starar inom ordningen tättingar.

## Utseende
Rarotongastaren är en medelstor (20 cm), gråbrun stare. Huvudet har en svag purpurglans, vingar och stjärt är mörkbruna. Benen är vidare svarta, liksom näbben, irisen också mörk. Undergumpen är dock ljusare. Lätena består av visslande, gnisslande och klockliknande ljud.

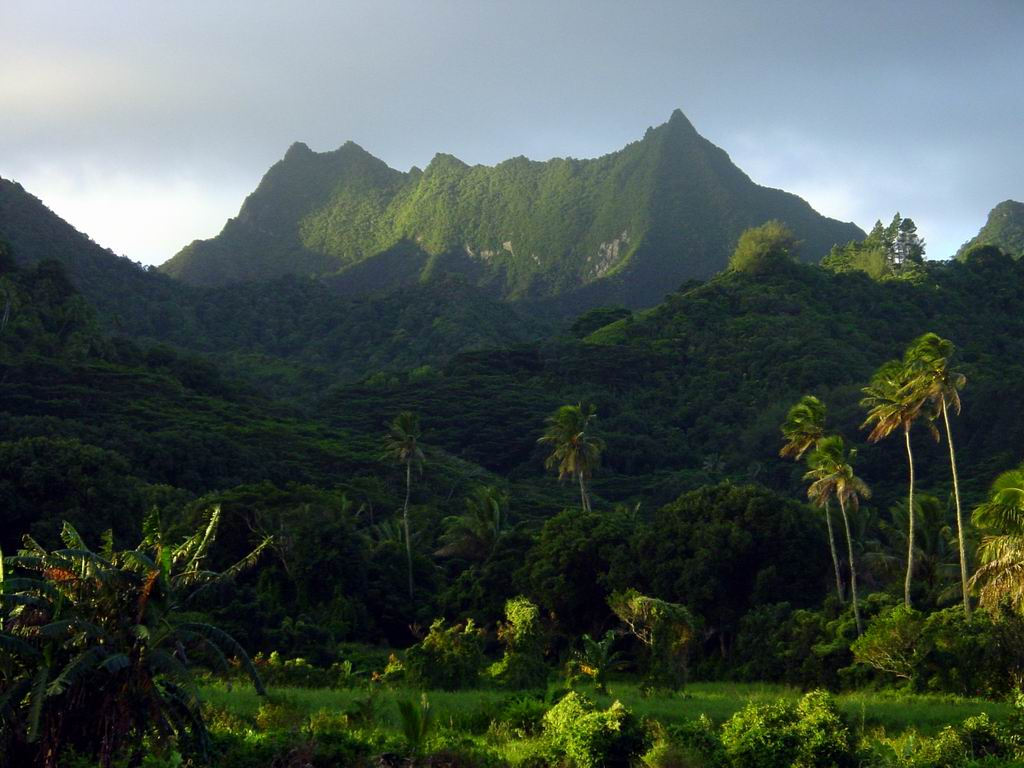
Rarotongastaren förekommer enbart i bergsskogar på ön Rarotonga.

## Utbredning och levnadssätt
Fågeln förekommer enbart på Rarotonga i sydvästra Cooköarna,  och där endast i inlandets bergstrakter. Den föredrar ostörda, ursprungliga skogar från 150 meter över havet upp till öns högsta punkt vid 600 meter över havet. Rarotongastaren för ett tillbakadraget och försynt liv i lövverket, i ensamhet eller i par, där den letar efter nektar, frukt och insekter. Arten häckar i hålutrymmen i träd återkommande i samma bo mellan augusti och december.

## Status
Tidigare betraktades den som allmän, men populationen idag tros bestå av endast 2350 individer. IUCN kategoriserar den därför som nära hotad.